# りんの玉

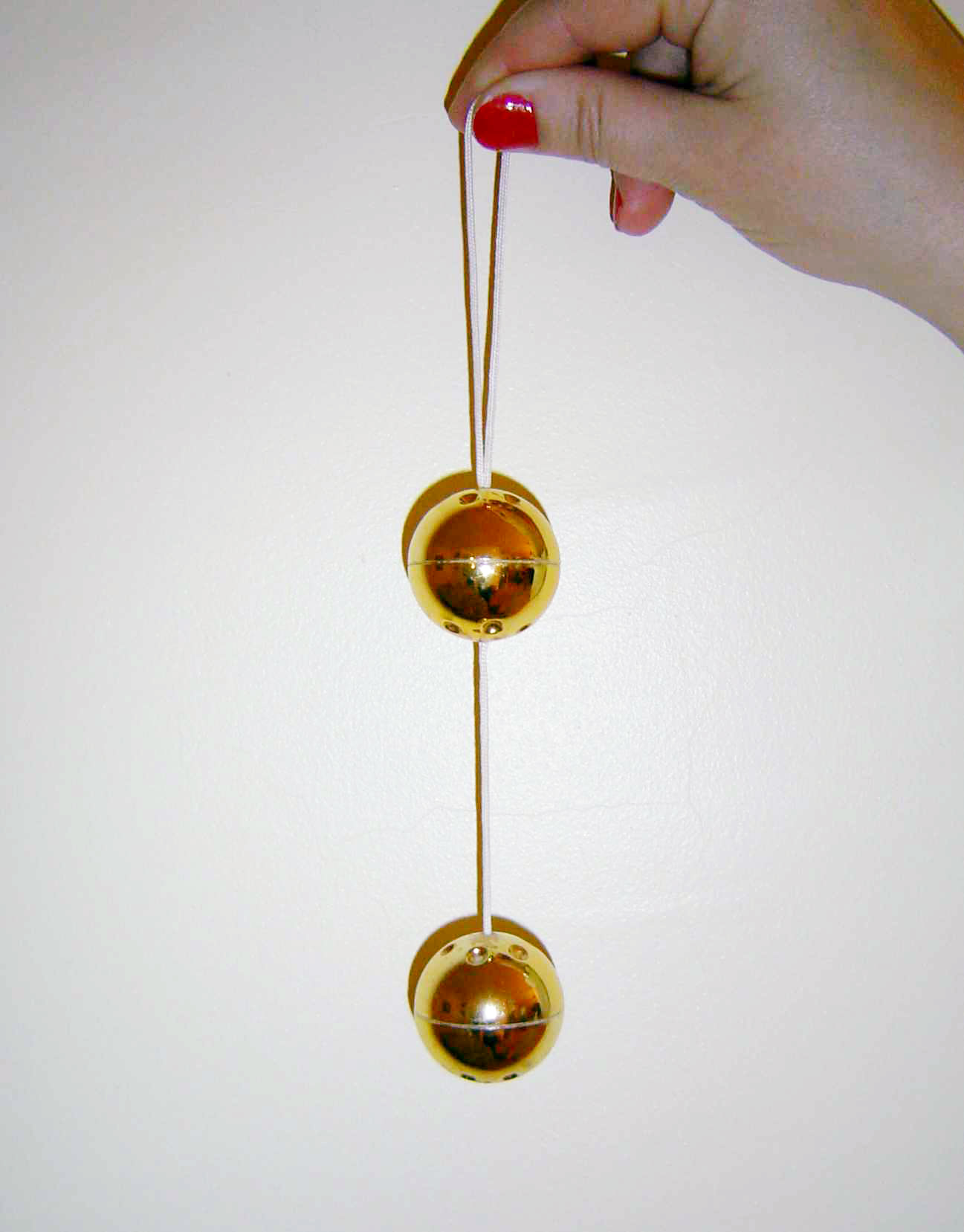
りんの玉。中国語で陰道球。中国の古典に登場する性具「勉鈴」が元とされる

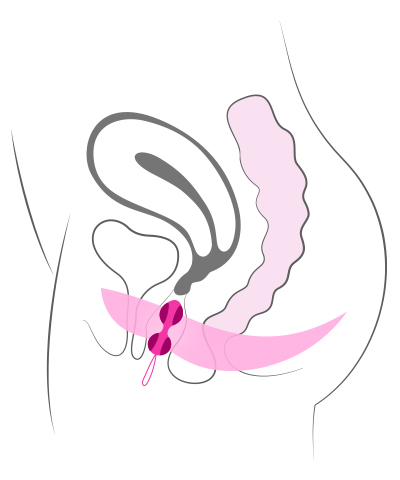
挿入図

りんの玉（りんのたま）は、女性の膣に挿入して使用する性具。琳の玉と表記することもある。別名・編鈴。
直径1cm程度の金属製などの球殻で、内部に鈴が封入されている。通常、これを2個膣に挿入して性交する。腰を動かすたびに鈴が鳴り、快感をもたらす。大小1個ずつを使用すると記す文献もある。

## 沿革
一説に、玄宗帝が楊貴妃と「やる」ために作らせたという。ロバート・ファン・ヒューリックは、中国の勉鈴（緬鈴。べんりん）がりんの玉の原型ではないかと述べる。ただし、勉鈴がどのようなモノでどのように使用するのか、そもそもこのような性具が存在したのか、学者たちの間でも意見が割れている。『金瓶梅』では勉鈴として登場し、豪商の西門慶が妻妾との睦みの際に使用する。
日本の古い文献では、『好色一代男』（1682年）に記述がみられる。また、『色道重宝記』には「二ツ三ツを開（ぼぼ）に入れて置き、後よりへのこを入れて行う」とある。
欧米では2010年刊行のイギリスの官能小説『フィフティ・シェイズ・オブ・グレイ』に登場し、同作の大ヒットにより、より広く知られるようになった。

## 画像

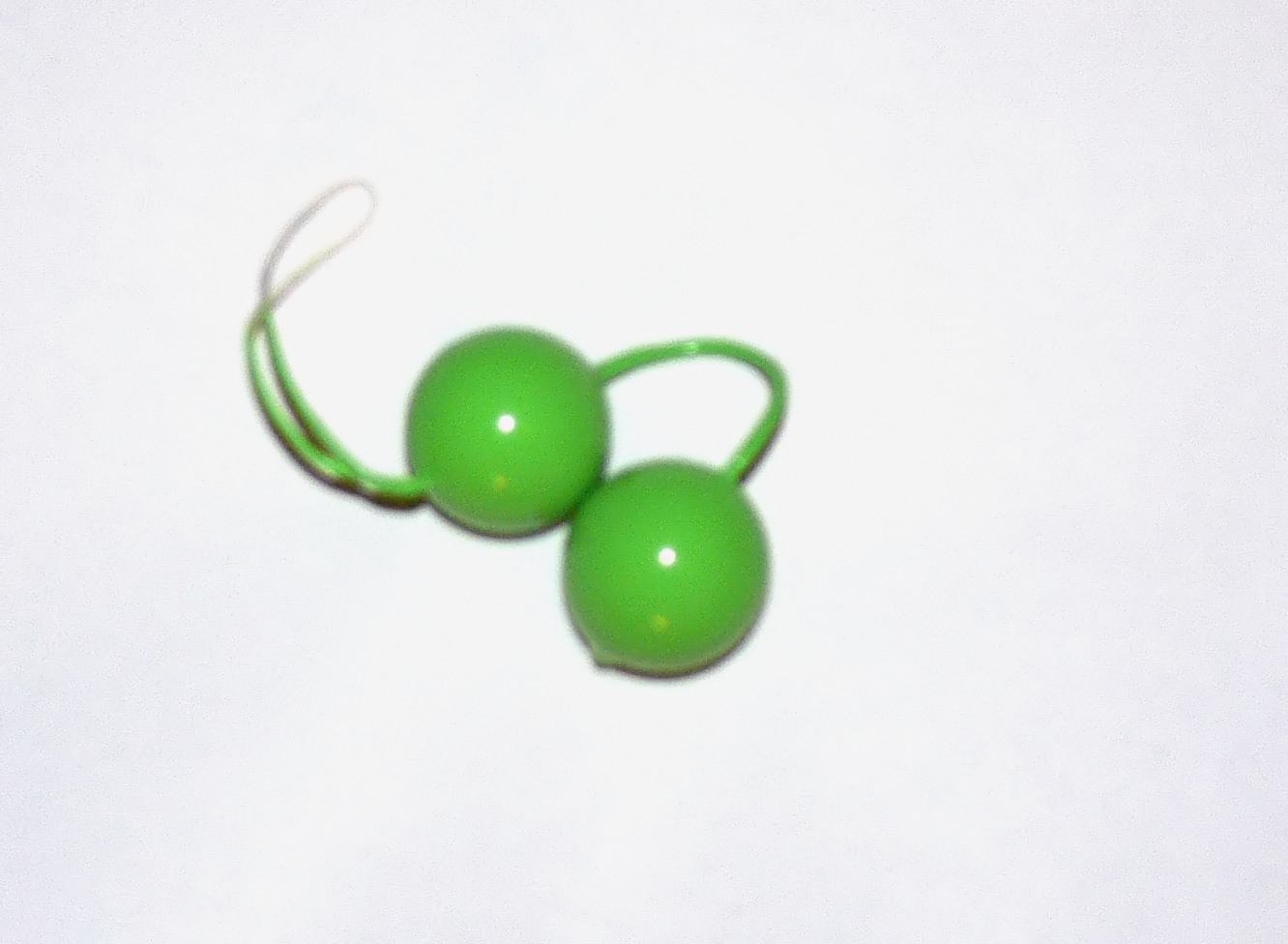
琳の玉
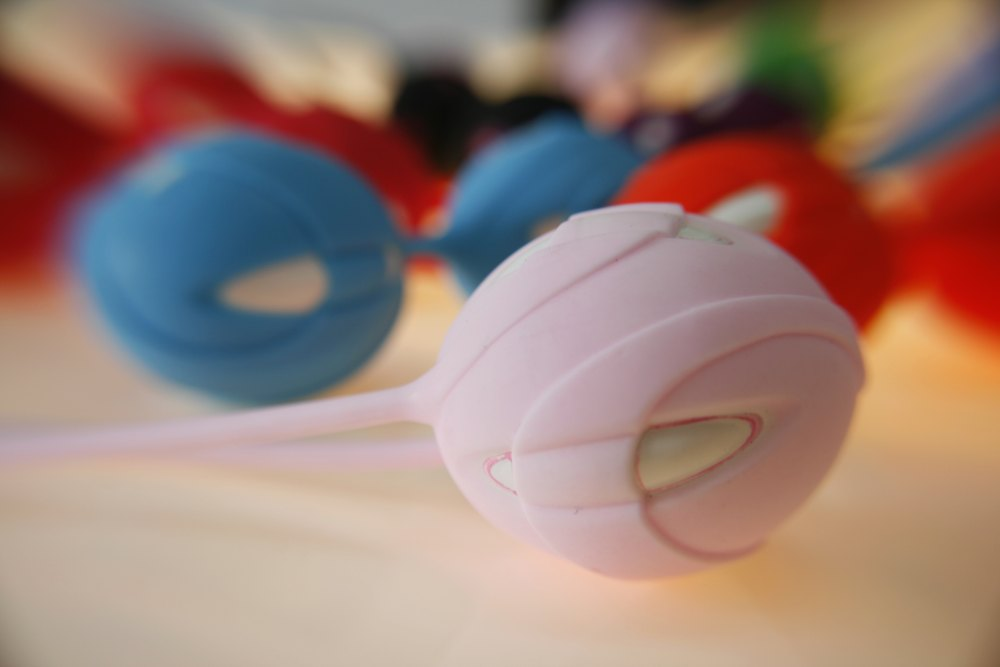
膣ボール、ビーナス・ボール、芸者ボールなどとも呼ばれる
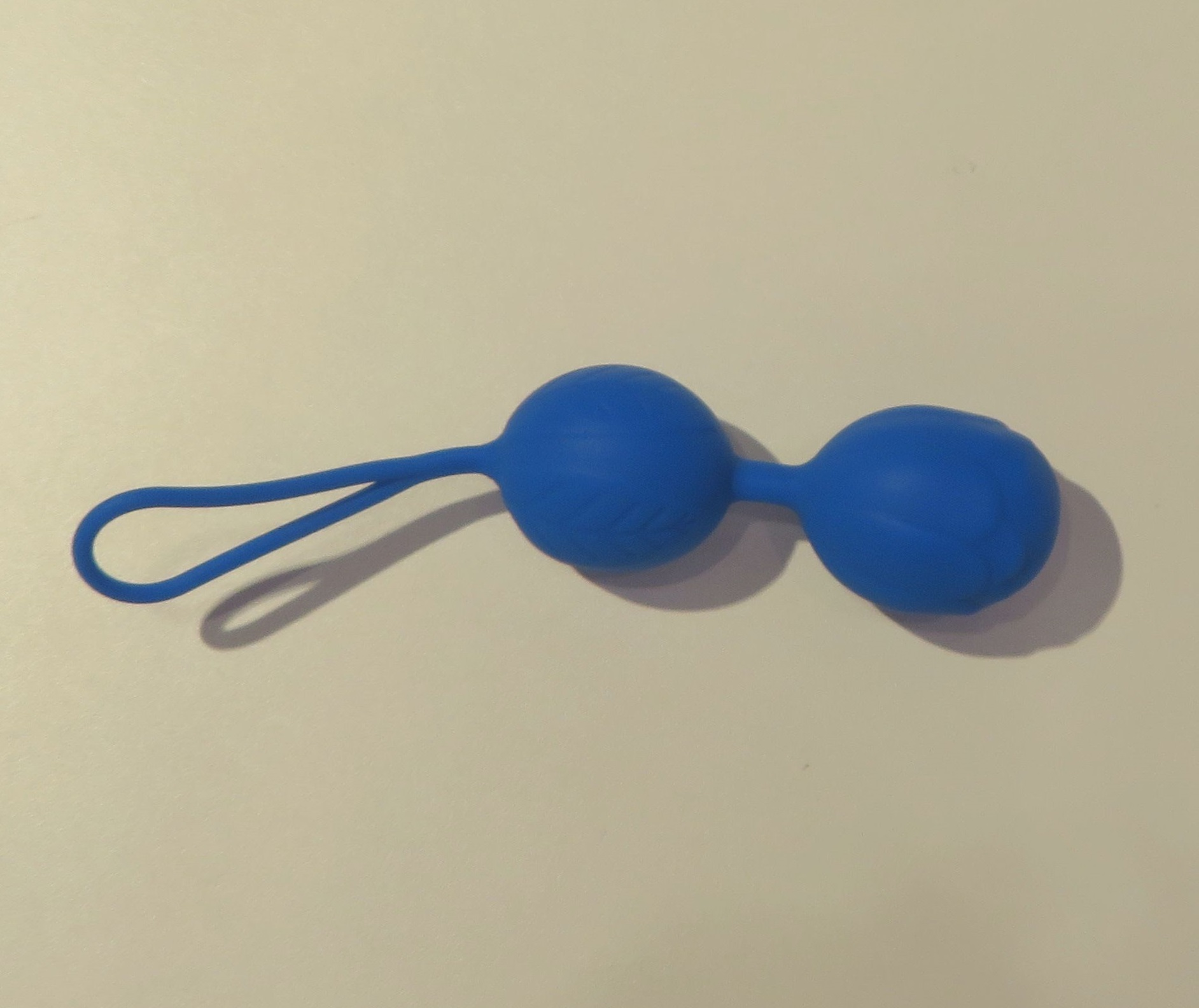
膣圧を鍛えるとも言われる
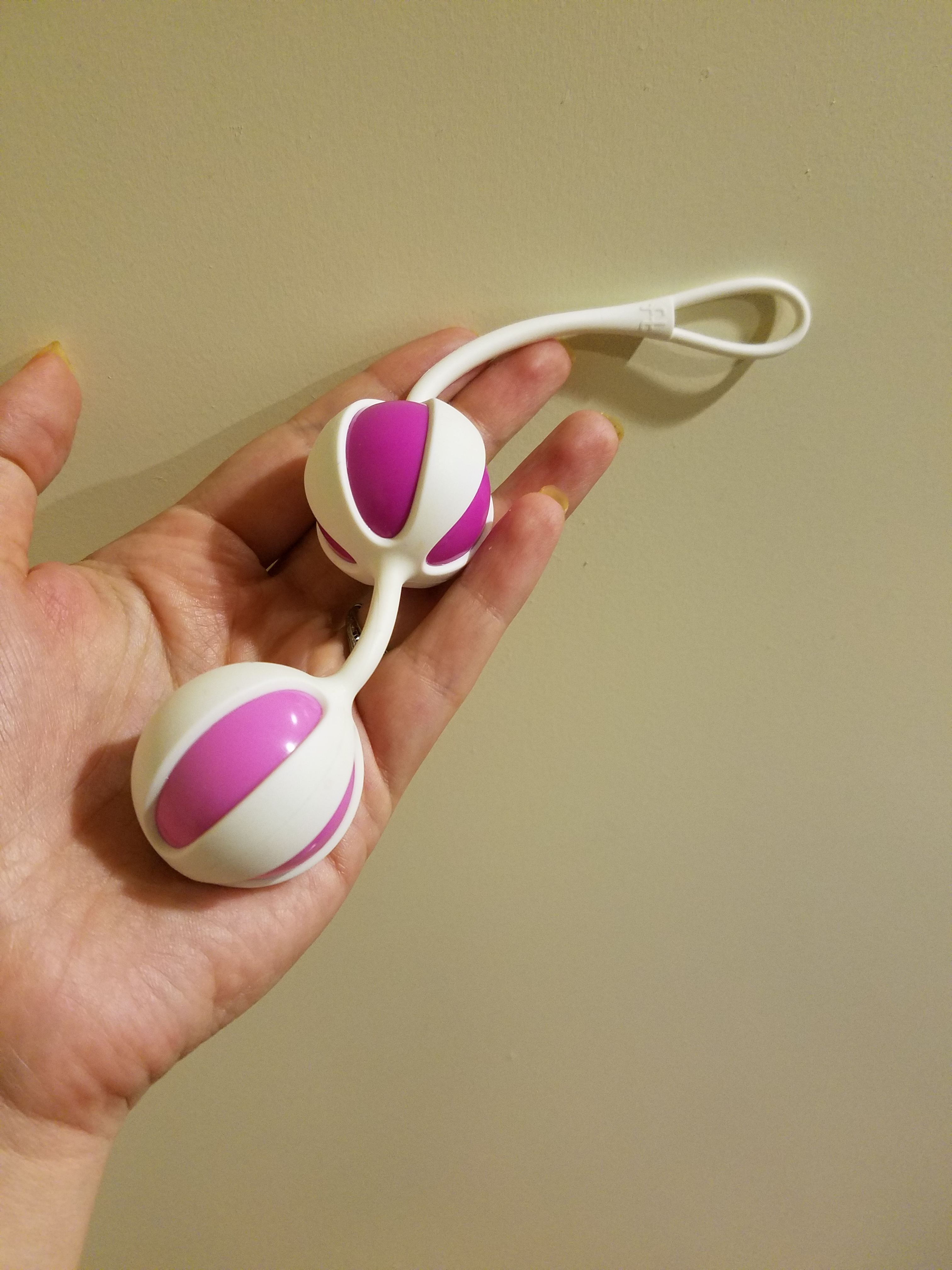
ベンワボールとも呼称
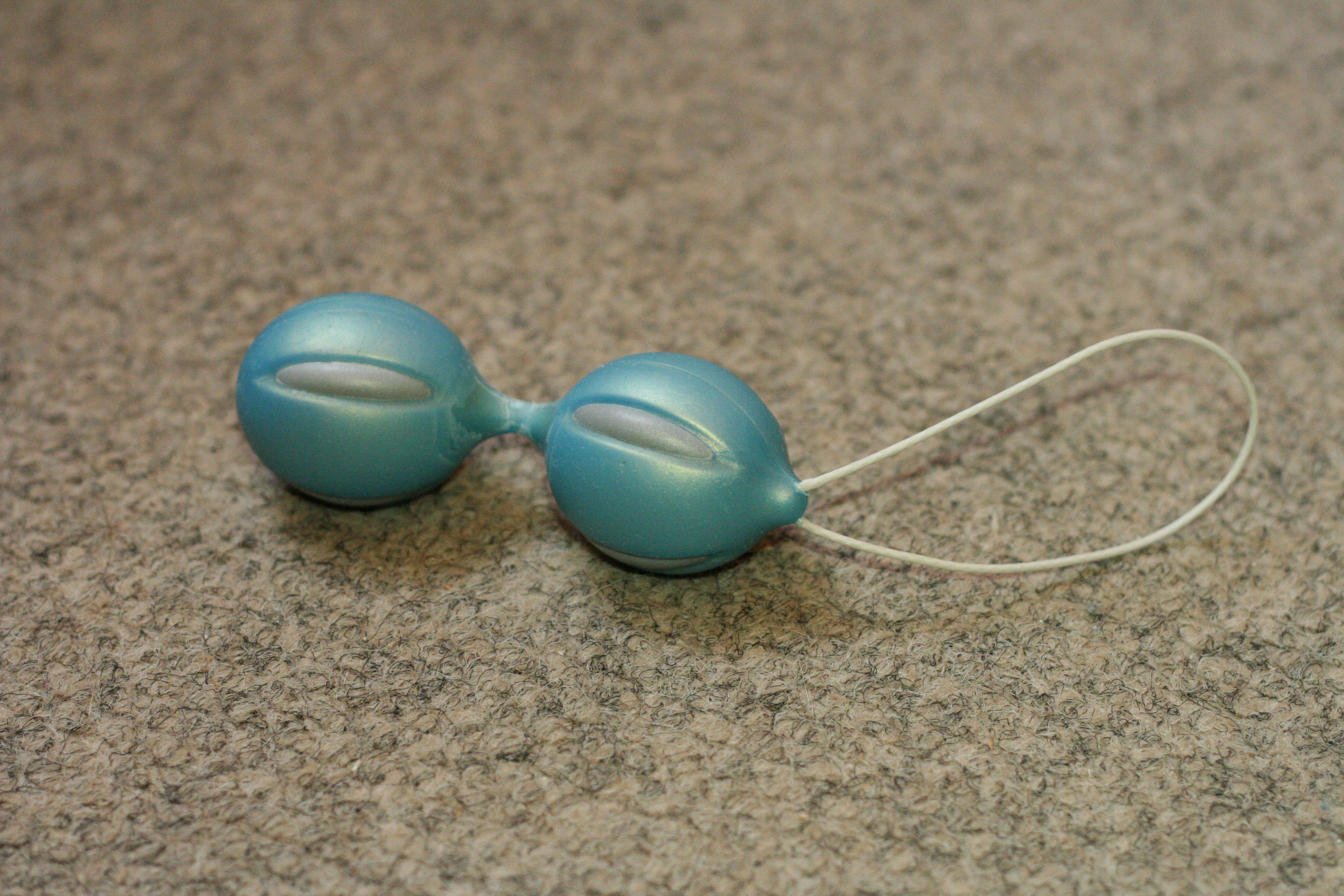
ファンボールとも呼称
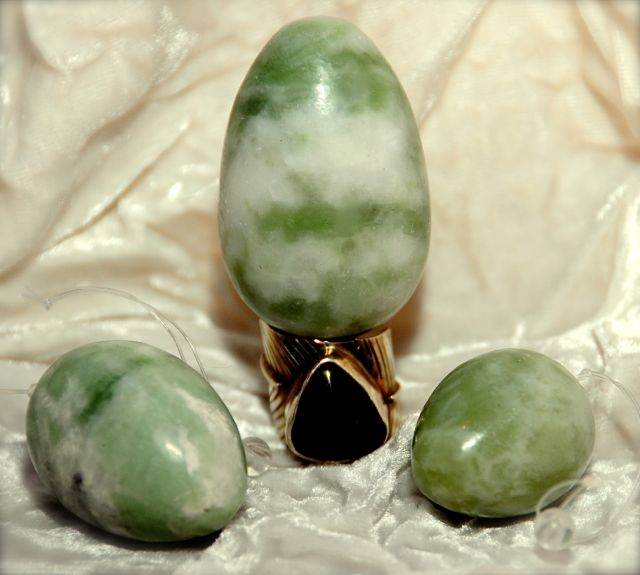
翡翠製
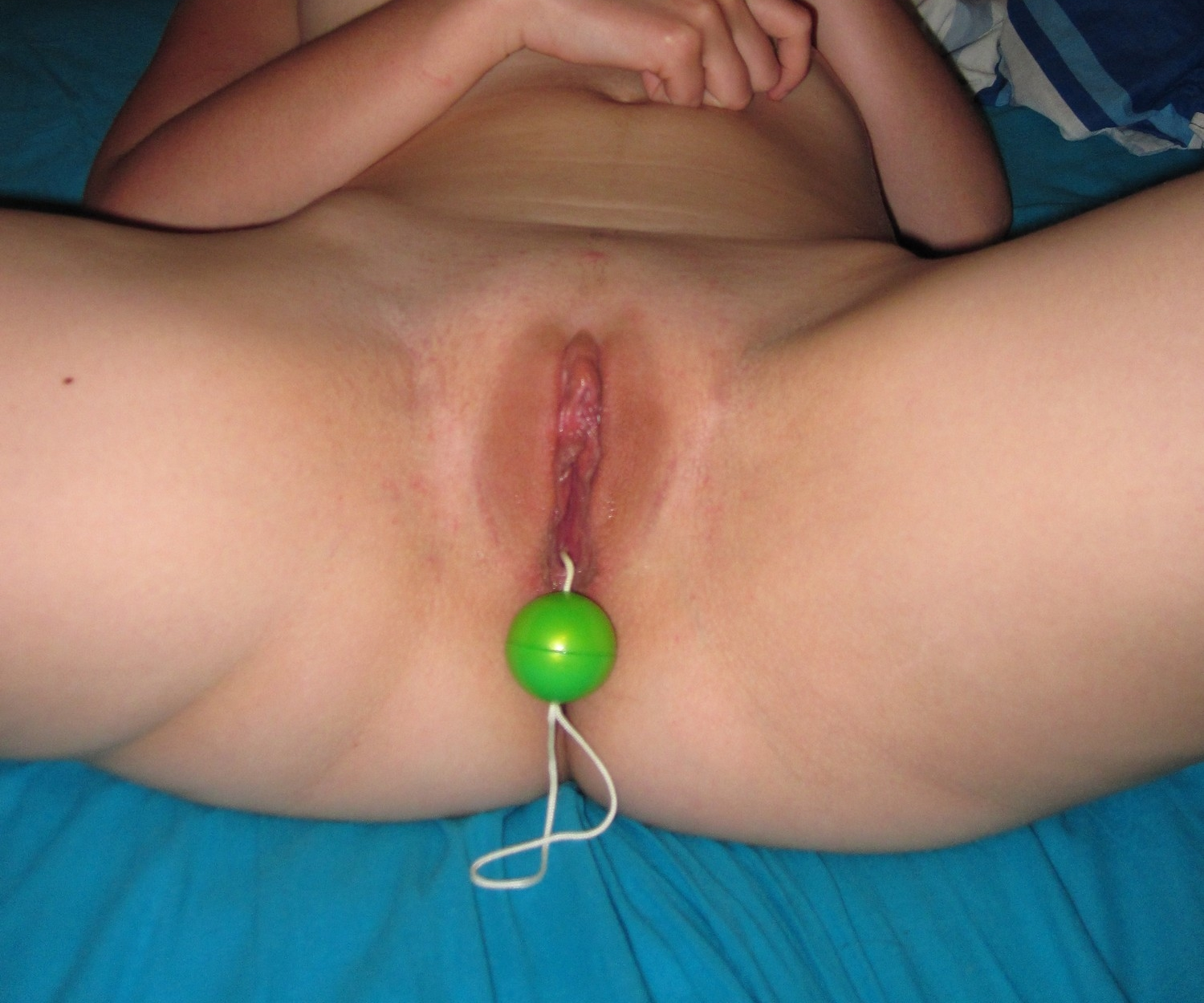
琳の玉
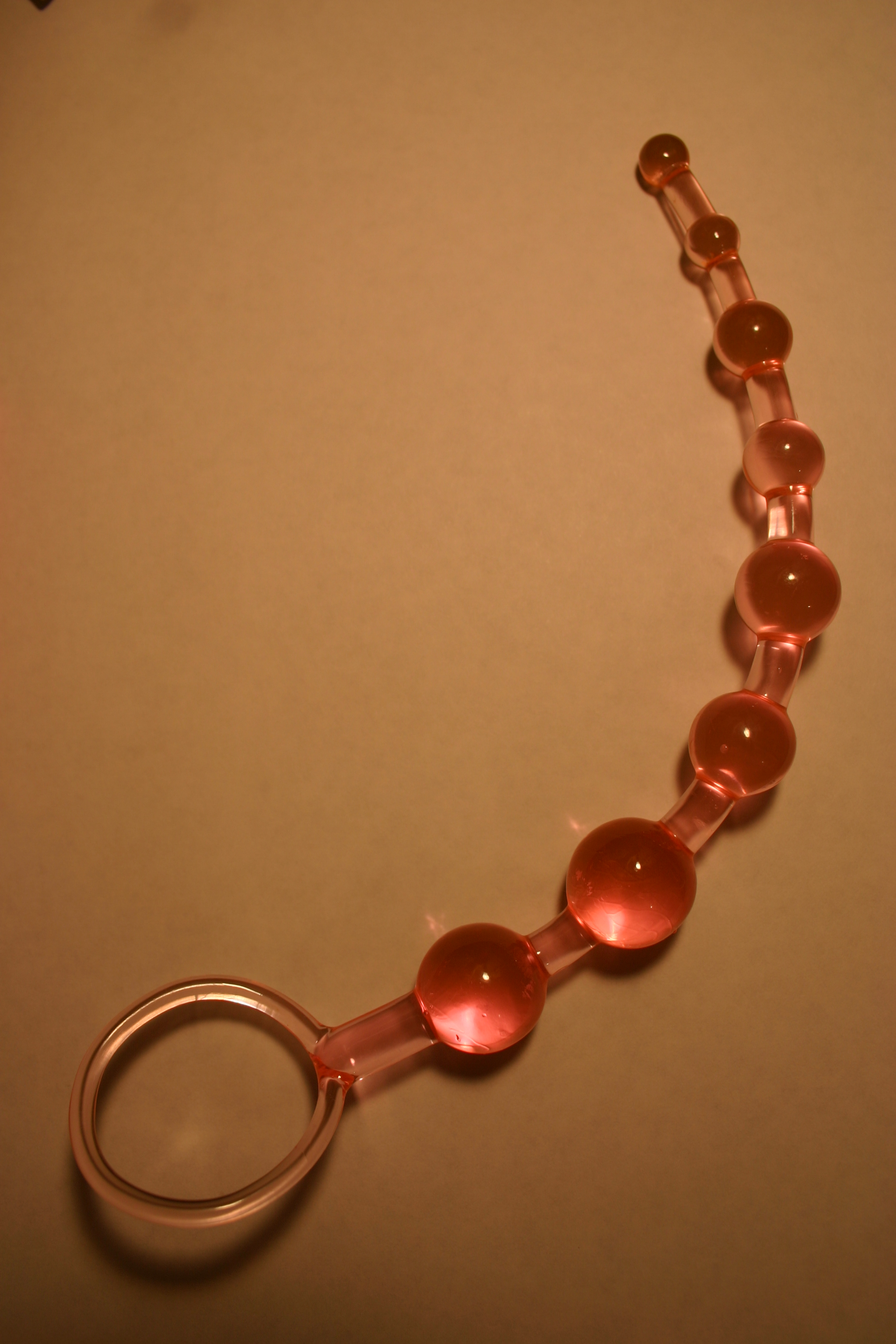
肛門用